# کارل لاس
کارل لاس (استونیایی: Karl Laas; ۱۷ آوریل ۱۹۰۸ – ۲۸ دسامبر ۱۹۶۷) دونده دو استقامت اهل استونی بود. وی در مسابقات دو ماراتن بازی‌های المپیک تابستانی ۱۹۲۸ شرکت کرده‌است.